# 宗室成剛
宗室成剛，滿洲人，清朝政治人物、清朝禮部尚書。
曾任左都御史。道光二十八年十二月乙丑，接替麟魁，擔任清朝禮部尚書，后去世。由惠豐接任。